# Netguru
Netguru – polskie przedsiębiorstwo informatyczne, tworzące oprogramowanie i oferujące usługi doradztwa informatycznego, założone w 2008 roku w Poznaniu, z oddziałami w Warszawie, Krakowie i Wrocławiu. Prowadzi projekty informatyczne z dziedziny usług internetowych, rozwoju oprogramowania oraz projektowania produktu dla startupów i korporacji.
W latach 2013–2018 spółka Netguru deklarowała roczny wzrost na poziomie ok. 100 procent. Firma trzykrotnie znalazła się w prowadzonym przez Deloitte rankingu Technology Fast 50 Central Europe, oraz dwukrotnie liście „Financial Times 1000”, wśród najszybciej rozwijających się firm w Europie według dziennika Financial Times. W 2016 roku spółka osiągnęła 28,2 mln złotych przychodu oraz 5,1 mln złotych zysku netto, a 2017 rok zamknęła z obrotami na poziomie około 40 mln złotych. W 2021 roku spółka osiągnęła rekordowy przychód w wysokości 232 mln złotych. 

## Historia

### Pierwsze lata
Założycielami Netguru byli Wiktor Schmidt (programista, student automatyki i robotyki na Politechnice Poznańskiej), Jakub Filipowski (webdesigner, student filozofii na Uniwersytecie im. Adama Mickiewicza w Poznaniu) oraz Adam Zygadlewicz (przedsiębiorca sektora ecommerce), którzy poznali się dzięki blogowi Filipowskiego o internecie Yashke.com. W biurze w centrum Poznania Schmidt, Filipowski i Zygadlewicz otworzyli pierwsze w Polsce centrum coworkingowe, w którym budowali strony internetowe. Od 2007 roku, we własnej Fundacji Polak 2.0, organizowali pierwsze w Polsce spotkania Barcamp, zrzeszające społeczność innowacji i branży internetowej, a także Międzynarodowe Targi Startupów Democamp, warsztaty dla sklepów internetowych ShopCamp oraz maraton programistyczny Hackfest.
Działalność pod szyldem Netguru twórcy spółki zarejestrowali 8 maja 2008 roku. Pierwsze serwisy zbudowali dla Agory (portal Web 2.0 Kolumber.pl) oraz Banku Zachodniego WBK. Spółka rozwijała także własne produkty: serwis mikroblogowy Flaker (jeden z polskich klonów platformy Twitter), serwis dobroczynny SiePomaga oraz narzędzie rekrutacyjne HumanWay. Firma wyspecjalizowała się w rozwoju funkcjonalnym, zarządzaniu społecznościami, usługach doradczych i analizie rynkowej. Swoje portfolio, wraz z poradami i analizami rozwoju branży web developmentu, od września 2007 roku dokumentuje na firmowym blogu.
W 2010 roku Zygadlewicz przedstawił pierwsze w Warszawie coworkingowe biuro dla startupów. W 2011 roku Filipowski wraz z Borysem Musielakiem i Anną Walkowską przenieśli swoje firmy do Reaktora, założonego w wynajmowanej willi na Żoliborzu, pierwszego hubu networkingowego warszawskiej sceny startupowej. Filipowski i Schmidt opublikowali wówczas w serwisie Antyweb artykuł „Już nigdy nie będzie dużego »polskiego odpowiednika«”, o polskich kopiach serwisów amerykańskich: Allegro, Gadu-Gadu i Naszej Klasy (inspirowanych EBayem, ICQ oraz Classmates.com). Tekst spuentowali odezwą: „Bierzmy się do roboty, wyzbyjmy się kompleksów i twórzmy modele z potencjałem globalnym lub chociaż paneuropejskim”.

### Zaangażowanie w usługi programistyczne
W 2012 roku Netguru skupiła się na tworzeniu aplikacji, systemów i rozwiązań internetowych w Ruby on Rails. W 2013 roku HumanWay przejęła Grupa Pracuj. Zygadlewicz opuścił Netguru, natomiast spółka Schmidta i Filipowskiego stała się software house'em budującym aplikacje dla startupów brytyjskich, amerykańskich i niemieckich.
W 2014 roku Netguru została partnerem rozwiązania e-commerce Spree Commerce. Rozpoczęła współpracę z brytyjską firmą analityczną GlobalWebIndex oraz platformą do nauki języków obcych Babbel. W 2015 roku dla firmy Transterra Media, Netguru zbudowała platformę dla dziennikarzy-freelancerów, do zarządzania materiałami wideo. W Netguru powstał zespół projektujący produkty cyfrowe, współpracujący z firmami IKEA, Volkswagen oraz Payback. Spółka zbudowała wówczas system operacyjny asystenta w postaci robota.

### Ekspansja międzynarodowa
W 2014 roku Netguru weszła na rynki izraelski i bliskowschodni, wspierając przedsiębiorców z regionów arabskiego i Północnej Afryki[niewiarygodne źródło?]. W 2015 roku firma dołączyła do społeczności fintech w Londynie, w 2016 roku stworzyła system wypożyczania rowerów Citi Bike działający w miastach amerykańskich[niewiarygodne źródło?]. W 2017 roku opracowała platformę Helpr dla brytyjskiego systemu opieki społecznej.
Netguru notowała dynamiczny wzrost przychodów i zatrudnienia, bez wsparcia inwestorów zewnętrznych – w 2016 roku ponad 30 mln złotych, o 60% wyższe niż rok wcześniej, w 2017 roku ok. 40 mln złotych. W 2013 roku w spółce pracowało ok. 50 osób, w 2016 roku ponad 300 osób w całej Polsce. W latach 2016–2018, Netguru podwoiła liczbę pracowników[niewiarygodne źródło?], przy rentowności EBITDA na poziomie 15 proc.
Od 2017 roku Netguru rozwijała kompetencje konsultingowe, w tym tworzenie prototypów produktów oraz designem i budowaniem strategii marketingowych. Firma coraz częściej współpracuje z korporacjami, wykorzystując roboty programistyczne do integracji procesów[niewiarygodne źródło?].
3 czerwca 2019 roku prezesem Netguru został Marek Talarczyk, zastępując Schmidta, który objął pozycję executive chairmana, natomiast Małgorzata Madalińska-Piętka dołączyła do zarządu firmy jako dyrektor finansowa.
W marcu 2022 firma zainwestowała w amerykańskie studio innowacji Pilot44, we współpracy z Funduszem Ekspansji Zagranicznej zarządzanym przez PFR TFI oraz bankiem Citi Handlowy. W maju 2023 roku Talarczyk ustąpił ze stanowiska, a stanowisko CEO objął Filipowski.

## Szczegóły działalności
Netguru specjalizuje się w wytwarzaniu aplikacji webowych i mobilnych oraz w projektowaniu produktu. W portfolio spółki znajdują się: platformy handlowe, platformy e-commerce, projekty big data, systemy transakcyjne oraz platformy społecznościowe.

### Uczenie maszynowe
W 2018 roku Netguru współpracowała z producentem domowych robotów Temi, budując system operacyjny robota-asystenta. Stworzyła także system używający przetwarzania języka naturalnego oraz kontrolery systemu w aplikacji mobilnej[niewiarygodne źródło?].

### Inne inicjatywy
W 2010 roku programiści Netguru opracowali dla organizacji Apps for Good edukacyjną platformę, umożliwiającą współpracę między nauczycielami, uczniami i ekspertami, w szkołach i centrach edukacyjnych w Stanach Zjednoczonych, Hiszpanii, Portugalii i Polsce. W 2015 roku stworzyli aplikację do zarządzania spotkań w Kalendarzu Google. W 2016 roku opublikowali interfejs graficzny do repozytorium Dribbble.
Od 2017 roku Netguru przeprowadza autorskie warsztaty oparte na wzorniczych iteracjach opracowanych w firmie Google, w celu rozwiązania krytycznych kwestii biznesowych poprzez design, prototypowanie oraz testowanie, przy zmniejszaniu ryzyka wprowadzanego produktu, usługi lub funkcji[niewiarygodne źródło?].

## Fuzje i przejęcia
W grudniu 2017 roku Netguru przejęła zespół projektantów i programistów z firmy Vorm, specjalizującej się w sektorze internetu rzeczy. W maju 2018 Netguru połączyła się z ITTX, dostawcą wsparcia informatycznego i DevOps, a w lipcu 2018 przejęło software house Bitcraft.
W marcu 2022 firma przejęła pakiet mniejszościowy w amerykańskiej firmie consultingowej Pilot44, a w lipcu 2022 spółka przejęła wrocławską agencję interaktywną Mohi.to.

## Publikacje własne
W 2016 roku Netguru opracowała zbiór porad dotyczących projektów programistycznych Project Management Tactics for Pros („Zarządzanie projektami dla profesjonalistów”). W 2018 roku designerzy Netguru opublikowali Design Process for Pros („Zarządzanie projektami web design dla profesjonalistów”), e-book aktywnie redagowany przez społeczność projektantów, zawierający zestaw najlepszych praktyk w procesie web designu. Innym poradnikiem Netguru z 2018 roku, jest From Concept to Completion („Od koncepcji do ukończenia”), opisujący wytwarzanie oprogramowania w metodyce Agile.
Na podstawie badań społeczności programistów w lipcu 2016 Netguru opracowała raport State of Stack („Stan rynku usług programistycznych”), wraz z twórcami narzędzia do tworzenia formularzy Typeform, na temat trendów w sektorze web development. W 2016 roku Netguru opublikowała przewodnik po branży technologicznej i społeczności inkubatorów przedsiębiorczości w Londynie.
W kwietniu 2022 firma uruchomiła projekt wydawniczy Hidden Heroes, promujący nieznanych pionierów technologicznych.

## Wydarzenia edukacyjne
W latach 2017–2018 Netguru organizowała letnie warsztaty Netguru Code College dla entuzjastów kodowania przeprowadzanych przez proces tworzenia aplikacji i przybliżające praktyczną wiedzę na temat Ruby on Rails[niewiarygodne źródło?]. 
W 2018 roku Netguru organizuje międzynarodowe spotkania Disruption Forum, na którym eksperci i społeczność dyskutują o przyszłości branży fintech. Wydarzenie odbyło się w Berlinie, Nowym Jorku, Paryżu, Londynie, a podczas pandemii w formie online.
W latach 2013–2015 Netguru przeprowadzała w całej Polsce warsztaty praktyczne Ruby on Rails, dla programistów PHP, Javy, .NET i innych języków. Od 2015 roku firma organizowała weekendowe hackatony w siedzibie głównej w Poznaniu oraz regularne warsztaty Ruby on Rails w Wyższej Szkole Technologii Informatycznych w Katowicach. 
Od 2015 roku menedżerowie Netguru organizowali warsztaty z zakresu zarządzania projektami. Od 2017 roku w siedzibie Netguru odbywały się spotkania projektantów skupionych wokół platformy Dribbble oraz spotkania Swift Poznań i PTAQ. Netguru współpracuje także z uczelniami, programiści firmy angażują się w życie akademickie i organizują webinary dla entuzjastów technologii.

## Spór o rejestrację znaku towarowego
W 2014 roku spółka złożyła w Urzędzie Unii Europejskiej ds. Własności Intelektualnej wniosek o rejestrację unijnego znaku towarowego „Netguru” w kilku klasach związanych z usługami komputerowymi. Został on jednak odrzucony ze względu na to, że „nazwa »Netguru« nie ma charakteru odróżniającego”. Spółka zaskarżyła decyzję do Sądu Unii Europejskiej, który oddalił skargę, uznając, że zbitka słów „net” i „guru” ma charakter reklamowy i nie pozwala docelowemu kręgowi odbiorców na postrzeganie znaku jako wskazania handlowego pochodzenia rozpatrywanych towarów i usług.

## Nagrody i wyróżnienia
Netguru znalazła się trzykrotnie w dorocznym rankingu Fast 50 Central Europe, w którym firma doradcza Deloitte wyróżnia 50 najbardziej dynamicznych firm technologicznych w Europie, w oparciu o wzrost przychodów w ciągu ostatnich pięciu lat. Netguru sklasyfikowano dwa razy na piątym miejscu w 2014 i 2015 roku (z rocznym wzrostem 1004%). Spółka znalazła się w rankingu po raz trzeci w 2017 roku.
Netguru znalazła się czterokrotnie na „Financial Times 1000”, liście najszybciej rozwijających się firm w Europie według dziennika Financial Times – w 2017 roku (na pozycji 188.), w 2018 roku (na pozycji 466.), w 2019 roku (na pozycji 690) oraz w 2021.. W 2016 roku spółka znalazła się na publikowanej przez magazyn Forbes liście Diamentów, „najbardziej obiecujących firm w Polsce, przedsiębiorstw najszybciej zwiększających swoją wartość”.
W 2014 roku Netguru otrzymała tytuł Top Ruby on Rails Developers od amerykańskiej firmy analitycznej Clutch, w raporcie na temat liderów rynku. W 2017 roku, w raporcie firmy Clutch Netguru uzyskało tytuł jednej z najlepszych firm outsourcujących w branży.
W 2011 roku Netguru zdobyła nagrodę Auler jako jedna z najlepszych firm technologicznych o globalnym potencjale[niewiarygodne źródło?]. Schmidt i Filipowski zostali dwukrotnie umieszczeni na liście „Najbardziej kreatywni w biznesie” publikowanej przez magazyn Brief, w 2014 (na miejscu 38) i 2016 roku (na miejscu 13).